# The Way (pel·lícula)
The Way és una road movie dramàtica de 2010 dirigida per Emilio Estevez i protagonitzada pel seu pare, l'actor Martin Sheen. Està doblada al català.
La pel·lícula es va estrenar al Festival Internacional de Cinema de Toronto d'aquell any i va arribar a les cartelleres catalanes dos mesos més tard.

## Argument
Tom Avery és un reconegut oftalmòleg de Califòrnia que un dia rep una trucada que l'informa de la mort del seu fill, Daniel, als Pirineus. Destrossat per la notícia de la mort del seu únic fill, Tom viatja a Donibane Garazi per expatriar el seu cos. Durant la seva estada a França, però, descobreix que Daniel estava seguint el Camí de Sant Jaume. Amb la intenció de veure aquesta última voluntat del seu fill complerta, Tom reprèn el camí en lloc seu. Durant el llarg trajecte fins a Santiago de Compostel·la, Tom anirà deixant petits pilonets de les cendres del seu fill als llocs més emblemàtics del paisatge cantàbric. A més, malgrat que el seu esperit buscarà la solitud, pel camí també coneixerà altres pelegrins que tindran els seus propis motius per viatjar.

## Repartiment
| Intèrpret             | Personatge     | Veu en català   |
| --------------------- | -------------- | --------------- |
| Martin Sheen          | Tom Avery      | Jaume Comas     |
| Deborah Kara Unger    | Sarah Sinclair | Mercè Montalà   |
| James Nesbitt         | Jack Stanton   | Carles di Blasi |
| Yorick Van Wageningen | Joost Duvit    | Ramon Canals    |
| Ángela Molina         | Angélica       | Lourdes López   |
| Emilio Estévez        | Daniel Avery   | Sergi Zamora    |